# Suzuki GSX-RR
Suzuki GSX-RR — гоночний мотоцикл, розроблений компанією Suzuki для участі у чемпіонаті світу з шосейно-кільцевих мотоперегонів серії MotoGP. Офіційно представлений 30 вересня 2014 як заміна серії GSV-R.

## Історія

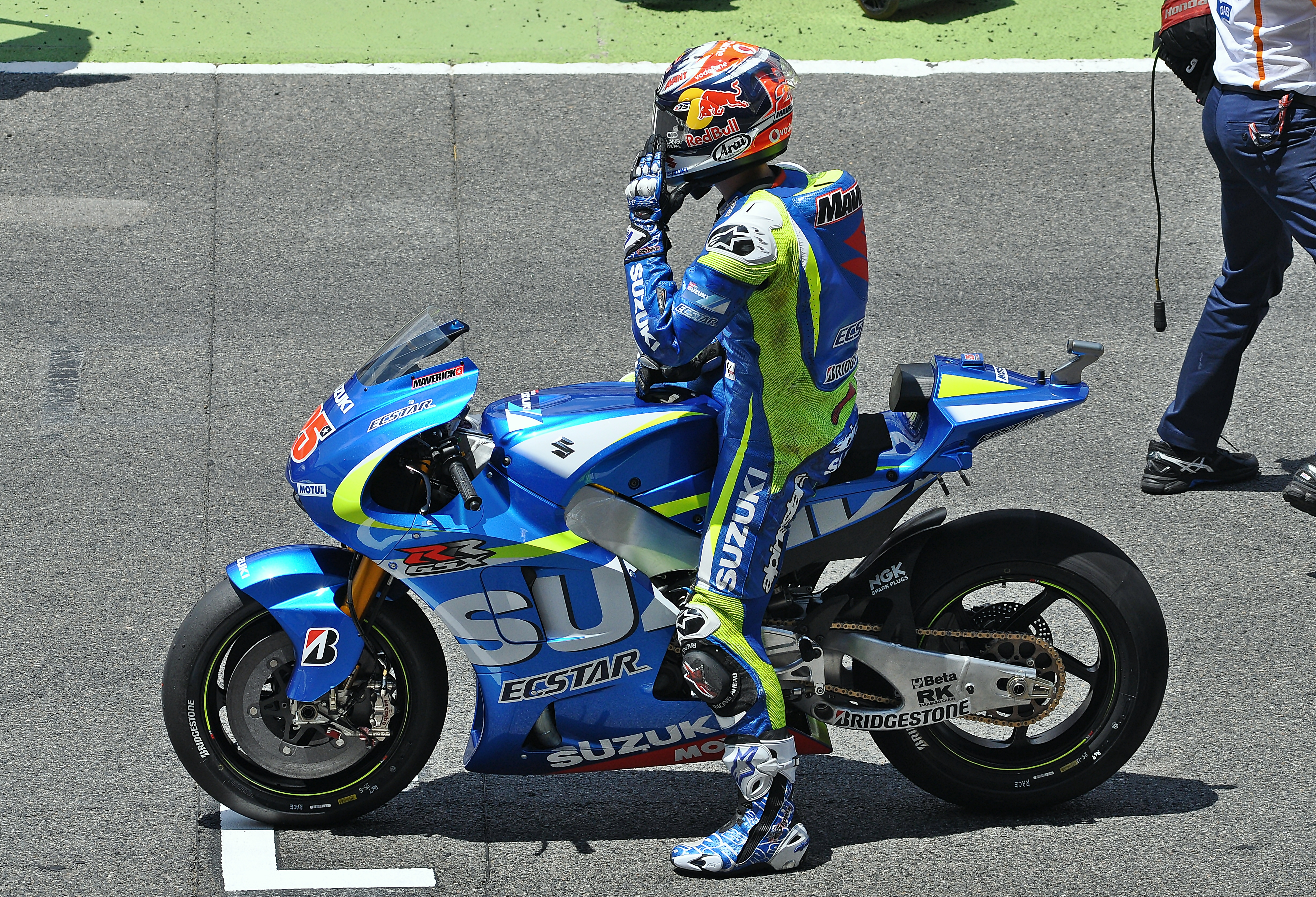
Маверік Віньялес на Suzuki GSX-RR під час Гран-Прі Каталонії-2015

Suzuki Racing Team призупинила свою участь у MotoGP наприкінці 2011 року через глобальну економічну кризу, але вже у 2012 році компанія почала роботу над розробкою нового мотоциклу для участі у чемпіонаті. Для його гоночного тестування у 2013 році був запрошений гонщик Ренді де Пуньє, який працював над ним впродовж всього 2014 року.
Першою офіційною гонкою GSX-RR стало останнє Гран-Прі сезону 2014 у Валенсії, в якому де Пюнье через технічні проблеми не фінішував.
Повноцінний дебют GSX-RR в чемпіонаті відбувся в сезоні 2015 разом і збігся з поверненням команди «Team Suzuki Ecstar» до змагань. Перший сезон виявився для моделі складним: гонщики Маверік Віньялес та Алеїч Еспаргаро боролись в основному за місця у другій половині першої десятки, а найкращими стали три шостих місця. Єдиним яскравим моментом у сезоні стало здобуття Еспаргаро поулу на Гран-Прі Каталонії.
Після закінчення сезону, під час приватних тестів на трасі Сепанг в кінці листопада 2015 року, Маверік Віньялес вперше випробував на GSX-RR безпоштовхову коробку перемикання передач.

### Статистика виступів
| Сезон | Шини        | Команда            | №  | Гонщик           | Гонки | Пер | Под | ПП | НК | Очки | Місце |
| ----- | ----------- | ------------------ | -- | ---------------- | ----- | --- | --- | -- | -- | ---- | ----- |
| 2015  | Bridgestone | Team Suzuki Ecstar | 25 | Маверік Віньялес | 18    | 0   | 0   | 0  | 0  | 97   | 12    |
| 2015  | Bridgestone | Team Suzuki Ecstar | 41 | Алеїч Еспаргаро  | 18    | 0   | 0   | 1  | 0  | 105  | 11    |